# UTC+13:00

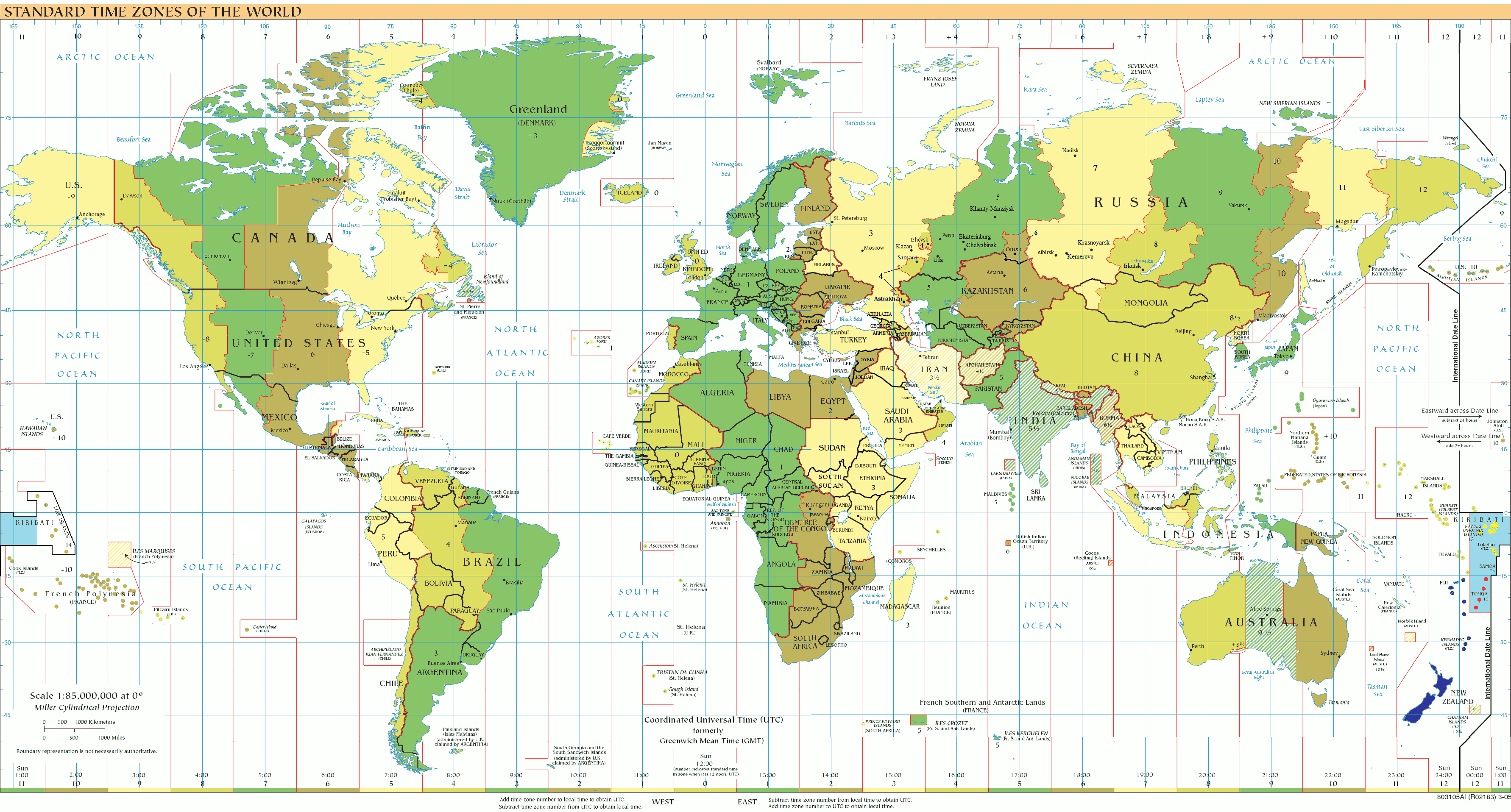
UTC+13:00

UTC+13:00 (M+ – Montana+) – strefa czasowa, odpowiadająca czasowi słonecznemu południka 165°W.
Strefa czasowa UTC+13:00 wyprzedza strefę czasową UTC-11:00, która obowiązuje na zbliżonej długości geograficznej o 24 godziny.

## Strefa całoroczna
Australia i Oceania:
- Kiribati (Wyspy Feniks)
- Tonga

## Czas standardowy (zimowy) na półkuli południowej
Australia i Oceania:
- Samoa

## Czas letni na półkuli południowej
Australia i Oceania:
- Nowa Zelandia (bez Wysp Chatham)